# Aggej (Kolosovskyj)
Aggej (světským jménem: Antonij Kolosovskyj; 1738, Bilyky – 4. listopadu 1792, Perejaslav) byl ukrajinský duchovní Ruské pravoslavné církve a biskup bělgorodský a obojanský.

## Život
Narodil se roku 1738 ve městě Bilyky v Poltavské gubernii.
Vzdělání získal na Kyjevské duchovní akademii.
Roku 1759 byl v Kyjevskopečerské lávře postřižen na monacha. Přijal mnišské jméno Aggej. Poté byl rukopoložen na hierodiakona a jeromonacha. V lávře působil deset let.
Roku 1769 se stal učitelem Zákona Božího Námořního kadetního sboru v Petrohradu. Byl známý jako dobrý kazatel.
Roku 1771 byl povýšen na archimandritu a ustanoven představeným monastýru Zjevení Páně v Kostromě.
Dne 3. září 1773 byl převeden jako představený do Pečerského monastýru Nanebevstoupení v Nižném Novgorodu.
Dne 9. února 1974 proběhla jeho biskupská chirotonie na biskupa bělgorodského a obojanského. Velmi se staral o rozvoj vzdělanosti ve své eparchii. Za jeho působení se slovansko-latinská škola v Bělgorodu přeměnila na menší seminář.
Během období jeho služby byly zrušeny tělesné tresty, místo toho byly nařizovány poklony k zemi. Oblíbenou mírou bylo 1000 poklon.
Dne 28. listopadu 1786 byl penzionován do monastýru Zesnutí přesvaté Bohorodice v Perejaslavi.
Zemřel 4. listopadu 1792.